# Cantón de Le Mas-d'Agenais
El cantón de Le Mas-d'Agenais era una división administrativa francesa, que estaba situada en el departamento de Lot y Garona y la región de Aquitania.

## Composición
El cantón estaba formado por 9 comunas:
- Calonges
- Caumont-sur-Garonne
- Fourques-sur-Garonne
- Lagruère
- Le Mas-d'Agenais
- Sainte-Marthe
- Samazan
- Sénestis
- Villeton

## Supresión del cantón de Le Mas-d'Agenais
En aplicación del Decreto n.º 2014-257 de 26 de febrero de 2014, el cantón de Le Mas-d'Agenais fue suprimido el 22 de marzo de 2015 y sus 9 comunas pasaron a formar parte; seis del nuevo cantón de El Bosque de Gascuña y tres del nuevo cantón de Marmande-2.